# Jaromir I

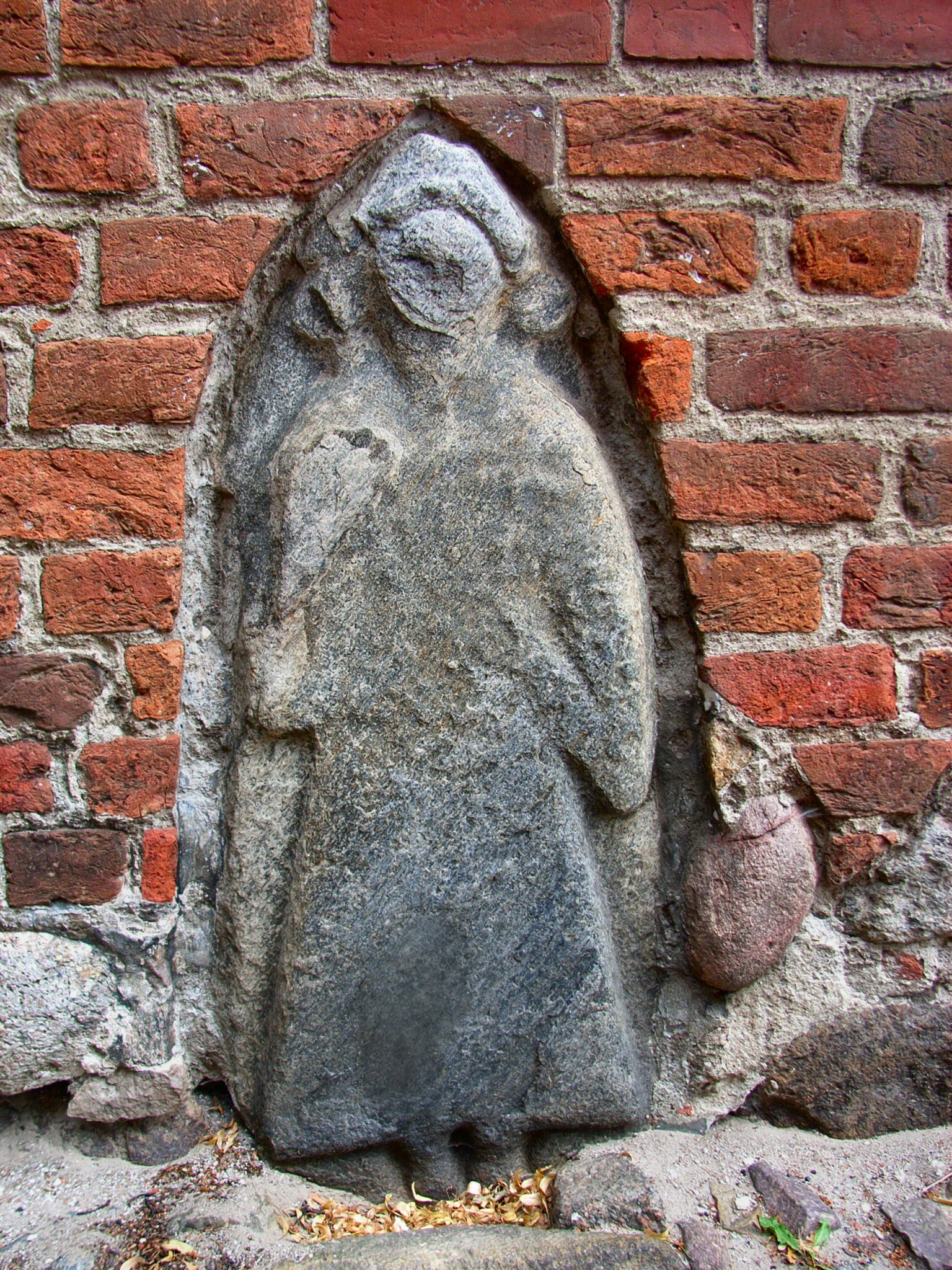
Domniemany nagrobek Jaromira I w Bergen na Rugii

Jaromir I (ur. przed 1141 r.; zm. 1218 r., przed sierpniem) – książę rugijski od 1170 r.

## Życiorys
Według pomorskiego kronikarza Tomasza Kantzowa jego ojcem był Racław rugijski (1105-1141). Rządził wraz z bratem Tesławem. 15 czerwca 1168 r. król duński Waldemar I Wielki i biskup Roskilde Absalon zdobyli warowną świątynię Arkona. Po rokowaniach, które prowadził biskup Absalon, książęta rugijscy poddali bez walki swoją stolicę Charenzę, złożyli hołd lenny królowi duńskiemu i zobowiązali się przyjąć chrześcijaństwo. Tesław jest po raz ostatni wzmiankowany w 1170 r.
Od ok. 1180 r. Jaromir I rezydował w grodzie Rudard koło Bergen. Polecił wówczas rozpocząć budowę kościoła mariackiego i palatium w Bergen. Z powodu sprzeciwu Duńczyków musiał zmienić plany. Zrezygnował z budowy palatium, a przy kościele ufundował klasztor benedyktynek.
Od 1181 r. Jaromir występuje w źródłach, jako jedyny władca Rugii. Jako wasal Danii, Jaromir brał udział w wyprawach wojennych duńskich władców na teren Pomorza. Gdy król duński Kanut VI odmówił złożenia hołdu Fryderykowi Barbarossie, książę zachodniopomorski Bogusław I usiłował podporządkować sobie Rugię. Flota pomorska poniosła jednak klęskę w Zatoce Greifswaldzkiej pokonana przez siły rugijskie i duńskie. W tym samym i następnym roku wojska duńsko-rugijskie zaatakowały obszary nad Pianą i Zalewem Szczecińskim. W 1186 r. Bogusław I musiał złożyć hołd królowi duńskiemu. W 1189 r. Jaromir został mianowany przez Kanuta VI regentem w imieniu małoletnich synów Bogusława I, Bogusława II i Kazimierza II, na miejsce obalonego szczecińskiego kasztelana Warcisława Świętoborzyca. Do 1208 r. rzeczywiste rządy w księstwie sprawowała jednak matka książąt – Anastazja (córka księcia wielkopolskiego Mieszka III Starego).
Poza Rugią, Jaromir I na stałym lądzie panował nad terenami aż do górnej Piany, ziemiami Wusterhusen, Loitz, Gützkow, Miserez i Ziethen. Ziemie Lassan i Ziethen po sporze z księżną-wdową Anastazją, król duński przyznał księstwu zachodniopomorskiemu. W 1198 r. wybuchła wojna pomiędzy Danią a Pomorzem i Brandenburgią. W jej wyniku Jaromir utracił tereny na południe od rzeki Ryck. W celu umocnienia swojej granicy w 1199 r. ufundował u ujścia rzeki Ryck opactwo cystersów w Eldenie koło Greifswaldu zasiedlone mnichami ze zniszczonego klasztoru w Dargunie. Wkrótce zakonnicy z Eldeny rozpoczęli kolonizację swoich posiadłości osadnikami z Dolnej Saksonii, Westfalii i Starej Marchii. W okresie rządów Jaromira I Rugia była stosunkowo gęsto zasiedlona przez Słowian i nie objęła jej niemiecka kolonizacja. Książę w czasie swoich rządów wspierał chrześcijaństwo i fundował kościoły. Po śmierci został pochowany w kościele w Bergen na Rugii. W wieży na północ od głównego wejścia zachował się kamień uchodzący za nagrobek Jaromira I. Według innej wersji upamiętnia on pogańskiego kapłana.

## Potomstwo
Jaromir I ożenił się Hildegardą, córką króla duńskiego Kanuta V. Z tego małżeństwa pochodziło pięcioro dzieci:
1. Barnuta (ur. przed 1193 r., zm. po 1235 r.)
2. Wisław I (ur. przed 1193 r., zm. 1255-1256)
3. Przybygniew (wzmiankowany w 1232 r.)
4. Łucja (ślub przed 1194 r., ostatnia wzmianka w 1208 r.), żona Władysława Laskonogiego
5. Świętopełk (wzmiankowany w 1207 r.)